# Sorbin
Sorbin – wieś w Polsce, położona w województwie świętokrzyskim, w powiecie skarżyskim, w gminie Bliżyn. W roku 2011 było 533 mieszkańców.
| SIMC    | Nazwa      | Rodzaj     |
| ------- | ---------- | ---------- |
| 0228861 | Barak      | przysiółek |
| 0228878 | Dalejów    | przysiółek |
| 0228884 | Dule       | część wsi  |
| 0228890 | Kałuż      | część wsi  |
| 0228909 | Młynek     | część wsi  |
| 0228915 | Na Górce   | część wsi  |
| 0228921 | Na Skręcie | część wsi  |

Wieś jest siedzibą rzymskokatolickiej parafii Najświętszego Serca Pana Jezusa.
W latach 1975–1998 miejscowość administracyjnie należała do województwa kieleckiego.